# Sousa (rod)
Sousa je rod delfínů, jehož zástupci obývají mělká pobřežní moře Afriky, Asie a Austrálie. Pro zástupce rodu je typický široký silný hrb, pročež jsou někdy označováni jako tzv. hrbatí delfíni (z angl. Humpback dolphins). Tento hrb je prominentní hlavně u druhů ze západní části areálu výskytu rodu (delfína kamerunského a S. plumbea).

## Systematika
První zástupci rodu Sousa byli popsáni v 18. století a první polovině 19. století. Tito delfíni byli řazeni do rodu Delphinus, kam se z počátku řadili všichni delfíni. V roce 1866 britský přírodovědec John Edward Gray vytyčil rod Sousa. Etymologie slova sousa je nejasná; může se jednat o slovo převzaté z některého z místních indických jazyků, ve kterém se tímto pojmem snad označoval říční delfín.
Již od 19. století byl rod Sousa předmětem vášnivých debat a kontroverzních revizí taxonomistů. Ještě na přelomu 20. a 21. století se v literatuře běžně uváděli pouze dva druhy, a sice delfín kamerunský (Sousa teuszii) z východního Atlantiku a delfín indočínský (Sousa chinensis) z indo-pacifické oblasti. Postupně se začalo diskutovat o tom, že delfín indočínský ve skutečnosti představuje hned několik druhů. Nejdříve byl vyčleněn druh Sousa plumbea z Indického oceánu a v roce 2014 byl popsán Sousa sahulensis z Austrálie a Nové Guineje. Populace delfínů indočínských z Bengálského zálivu mohou představovat další druh. Seznam současně rozeznávaných druhů je následující:
- delfín kamerunský (Sousa teuszii)
- delfín indočínský (Sousa chinensis)
- Sousa sahulensis
- Sousa plumbea

## Popis
Jedná se o středně dlouhé delfíny se zavalitým, silným tělem. Meloun je vpředu mírně zploštělý a postupně se svažuje k dlouhému, úzkému zobáku. U delfína kamerunského a S. plumbea se na hřbetě nachází výrazný, dlouhý, vysoký hrb, avšak u delfína indočínského a S. sahulensis je mnohem méně výrazný. Na tomto hrbu je posazena hřbetní ploutev. Hrudní ploutve jsou široké s tupými konci. Delfíni rodu Sousa dosahují maximální délky kolem 2,8 m a maximální váhy 280 kg. Zbarvení těla může být různé mezi jednotlivými druhy i v rámci různých populací téhož druhu. Barvy se pohybují od šedé, namodralé až po růžovou.

## Výskyt
Delfíni rodu Sousa obývají pobřežní mělké vody do 30 metrových hloubek. Typicky preferují teplé vody nad 15° C. Jejich areál výskytu se táhne od západoafrického pobřeží přes jižní a jihovýchodní Asii až po severní Austrálii. Početnost těchto delfínů patrně není příliš vysoká a žádný z druhů nezahrnuje více než 20 000 jedinců.

## Biologie a chování

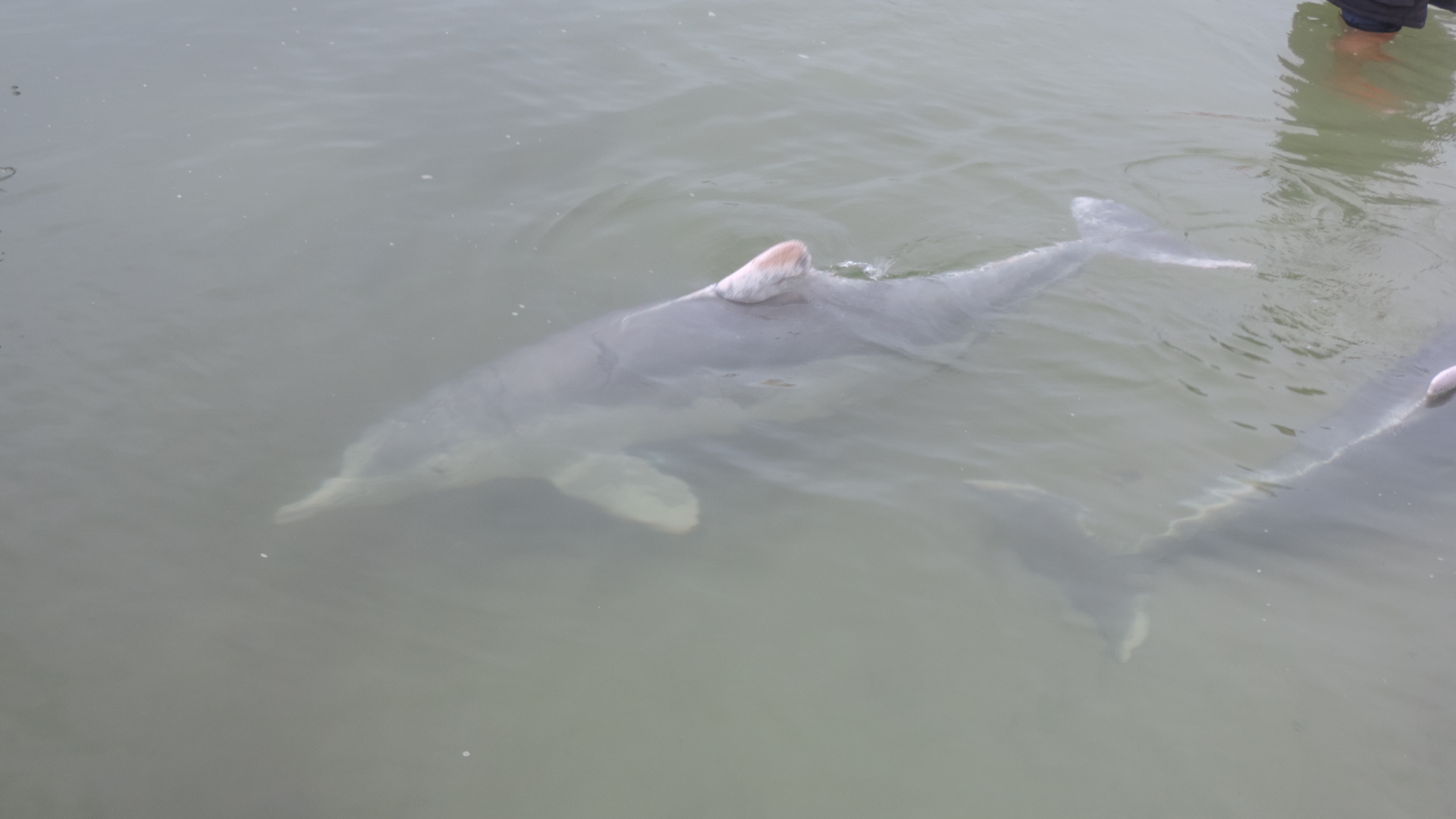
Sousa sahulensis (Queensland, Austrálie)

Krmí se hlavně menšími rybami, občas i měkkýši a korýši. Žijí v menších stádech do 12 jedinců. Za rybářskými loděmi se občas objevují i větší stáda, která se krmí na zbytcích živočichů vyhozených z lodi. Tato stáda mívají flexibilní sociální vazby bez dlouhodobějších pout. Pohybují se jen pomalu rychlostí kolem 5 km/h. Potápí se maximálně na 5 minut. K lodím se chovají obezřetně a ani ve vlnách za loděmi většinou neplavou. K predátorům patří patrně velké druhy žraloků, jako je žralok bílý, tygří nebo bělavý.

## Ohrožení
Hlavním ohrožením všech delfínů z rodu Sousa je zamotání do rybářského náčiní a ztráta nebo degradace přirozeného prostředí. Tyto delfíny trápí i námořní doprava, která je pro ně rušivá, avšak po srážkách s loděmi mohou i uhynout. K místním hrozbám patří i občasný lov nebo znečištění oceánu pesticidy, těžkými kovy aj.